# تابينتادول
تابينتادول Tapentadol نجد (الأسماء التجارية: Nucynta، Palexia و Tapal) هو مسكن ألم أفيوني يملك آليتي عمل للتسكين، فهو من جهة ناهض للمستقبلات ميو μ الأفيونية، ويعمل على تثبيط عود التقاط النورايبنفرين. ويعد أيضا ناهضا لمستقبلات ألفا2.

## التاريخ

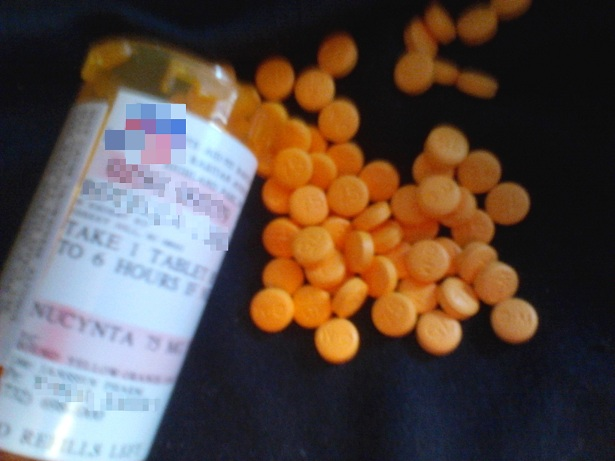
أقراص 75 ملجم Nucynta (تابينتادول) تابينتادول هو متاح في Nucynta يتم استخدامه بجرعة 50، 75، و 100 ملغم من المستحضرات الصيدلانية أورثو ماكنيل ويانسن

ينتمي تابينتادول لمجموعة من الأدوية تسمى الأفيونات تم تطوير تابينتادول بواسطة Grünenthal بالتعاون مع جونسون وجونسون للبحوث الدوائية والتنمية (اعتبارا من أبريل 2015، يملكها كل من NUCYNTA وNUCYNTA ER وتم تسويقها من قبل شركة Depomed). يتم تسويقه على أنها أقراص الانتشار الفوري عن طريق الفم من 50 & nbsp؛ ملغ، 75 & nbsp؛ ملغ، و 100 & nbsp؛ أقراص 75 ملجم تحت اسم العلامة التجارية Nucyntaوكذلك أقراص الإفراج الموسعة عن طريق الفم من 50 & nbsp؛ ملغ، 100 & nbsp؛ ملغ، 150 & nbsp؛ ملغ، 200 & nbsp؛ ملغ، و 250 & nbsp؛ أقراص 75 ملجم تحت اسم العلامة التجارية Nucynta ER.
وهذا هو أول دواء جديد لفئة المسكنات المؤثرة مركزيا معتمد في الولايات المتحدة لأكثر من 25 عاما.

## المؤشرات الطبية
تعد قوته وسطا ما بين الترامادول والمورفين. يستخدم لتسكين الآلام المتوسطة والشديدة، ولتسكين الآلام المزمنة نظرا لآلية عمله المزدوجة، ويمكن أن يفيد في تسكين آلام الاعتلال العصبي لدى السكريين نظرا لكونه مثبط لعود التقاط النورايبنفرين. على الرغم من عدم ألإشارة للتابينتادول للمعالجة من آلام الأعصاب لغير المصابين بالسكري غالبا يتم استخدامها خارج نطاق النشرة الداخلية لهذا الغرض.

### المؤشرات المحتملة
بحث أجرته مجموعة أبحاث فرونتيرز تشير إلى أن تأثير المستقبلات الناهضة سيغما 2 للتابينتادول قد توفر مزايا مضادة للالتهابات عن طريق تثبيط انزيمات الأكسدة الحلقية 2 (COX2)، ويمنع أيضا انترلوكين 2 (IL2) وعامل نخر الورم 2α (TNF2α)..

## التوفر والجرعة
تابينتادول متاح في الولايات المتحدة في كل من الإفراج الفوري وصياغات الإطلاق الموسعة Nucynta وNucynta ER، على التوالي، من يانسن للصناعات الدوائية. يتم توفير مستحضرات أقراص الانتشار الفوري بجرعة 50 & nbsp؛ أقراص 75 ملجم (الصفراء)، و 75 & nbsp؛ أقراص 75 ملجم (البرتقالية)، و 100 & nbsp؛ أقراص 75 ملجم (أحمر / برتقالي)، ليتم استخدامها مرة واحدة كل 4-6 ساعات حسب الحاجة للسيطرة على الألم، وتصل إلى الجرعة القصوى 600 & nbsp؛ ملغ لفترة 24 ساعة (700 & nbsp؛ أقراص 75 ملجم في يوم واحد)
الجرعة المعتادة للباغين:
- الإفراز الفوري: 50 مغ، 75 مغ، 100 مغ، كل 4 إلى 6 ساعات اعتمادا على قوة الألم وحدته، مع الأكل أو بدونه.
- الإفراز المطول: في حالة تناول مسكن افيوني لأول مرة تكون الجرعة الأولية 50 مغ مرتين يوميا كل 12 ساعة لمعايرة الجرعة 50 مغ لمدة لما لا يزيد عن مرتين يوميا لمدة 3 أيام
- الجرعة القصوى 500 مغ /اليوم

## طريقة عمل الدواء
يؤثر الدواء على الجهاز العصبي المركزي يملك آليتي عمل للتسكين، فهو من جهة ناهض ومحاكي للمستقبلات ميو μ الأفيونية، ويعد أيضا ناهضا ومحاكيا لمستقبلات ألفا2. تعد قوته وسطا ما بين الترامادول والمورفين يستخدم لتسكين الآلام المتوسطة والشديدة، ولتسكين الآلام المزمنة نظرا لآلية عمله المزدوجة..

## الآثار الجانبية
هي الآثار الجانبية الشائعة للأدوية الأفيونية مثل:
- الغثيان.
- الدوخة.
- الإمساك.
- التركين وتخدير الCNS
- أظهر قابلية أقل لإحداث الاضطراب الهضمي.
- تم رصد ارتفاع حالات الهلوسة، خاصة عند المرضى الذين يتناولون مضادات الاكتئاب.

إيقاف الدواء يجب أن يكون بصورة تدريجية وحسب إرشادات الطبيب.
يخزن في درجة حرارة الغرفة بعيدا عن الرطوبة أو الحرارة وبعيدا عن الأطفال

## التداخلات الدوائية
إذا تمت مشاركته مع ال مثبطات استرداد السيروتونين الانتقائية/مثبطات استرداد السيروتونين-نورإبنفرين أو ال MAO-I فإن ذلك سيؤدي إلى متلازمة السيروتونين القاتلة.

## وصلات خارجية
- PR Newswire: Phase II Data Show Efficacy and Tolerability of Tapentadol
- Nucynta dosing guide نسخة محفوظة 18 مارس 2015 على موقع واي باك مشين.
- Nucynta dosing guide - special populations نسخة محفوظة 18 مارس 2015 على موقع واي باك مشين.